# Bürgel
Bürgel är en stad i Saale-Holzland-Kreis i förbundslandet Thüringen i Tyskland.
Staden ingår i förvaltningsgemenskapen Bürgel tillsammans med kommunerna Graitschen bei Bürgel, Nausnitz och Poxdorf.